# Emplocia orla
Emplocia orla är en fjärilsart som beskrevs av Thierry-mieg 1910. Emplocia orla ingår i släktet Emplocia och familjen mätare. Inga underarter finns listade i Catalogue of Life.